# A Banda Mais Bonita da Cidade
A banda mais bonita da cidade es una banda brasileña de música popular e Indie rock, formada en 2009, y que se hizo conocida dentro y fuera del país con el vídeoclip de la canción Oração, lanzado en YouTube en 2011. Está compuesta por Uyara Torrente como vocalista, Vinícius Nisi en el teclado, Marano en el bajo, Luís Bourscheidt en la batería y, actualmente, Thiago Ramalho en la guitarra. Hasta inicios del 2014 el guitarrista oficial de la banda fue Rodrigo Lemos, quien dejó el grupo para seguir su carrera en solitario.

## Historia
La banda se formó en 2009 con la propuesta de cantautores locales. Desde entonces, buscó los productos de varios compositores, escogió canciones y procedió a realizarles arreglos para dar con el estilo del grupo.
Participó en presentaciones musicales en el Bar Wonka, en Curitiba, como el espectáculo "Canções de Inverno" (Canciones de invierno) de Luiz Felipe Leprevost, y el espectáculo "A Saudade Mata Gente, Panaca" (La nostalgia mata gente, boludo) de Uyara Torrente. Se fue creando y desarrollando la idea de producir las canciones de compositores curitibanos.
A raíz del videoclip de "Oração" que originó un gran éxito, la banda participó en los premios MTV Video Music Brasil 2011 en la categoría "Clip web", siendo, sin embargo, derrotada por la banda Uó con la canción "Shake de Amor".

### Oração
El videoclip de "Oração" fue grabado en plano secuencia y fue lanzado en YouTube el 13 de mayo de 2011. Recibió casi 5 millones de visualizaciones en apenas tres semanas. Fue considerado la revelacción musical y el videoclip de la semana (18 de mayo de 2011) por el website de MTV en Brasil.
El vídeo fue grabado el día del cumpleaños número 24 de la vocalista en una casa de más de cien años situada en la propiedad de la abuela de una amiga de la banda, en la ciudad de Río Negro, en Paraná. Este no tenía necesariamente la intención de ser un videoclip, sino un registro del trabajo con 16 amigos de diferentes regiones de Brasil.
La idea del videoclip consiste en el cantante Leo Fressato siendo filmado en tiempo real paseando por los pasillos de la casa con una grabadora de voz. Por el camino va encontrando músicos que lo acompañan con diversos instrumentos. La canción está compuesta, básicamente, por la repetición de un estribillo y una estrofa con cuatro versos durante seis minutos. Considerada de ritmo contagiante, la canción se volvió un éxito en redes sociales por la letra simple con un mensaje fácil de interpretar, convirtiéndose en un viral brasileño en YouTube.

## Miembros
- Uyara Torrente, vocalista.
- Vinícius Nisi, tecladista.
- Thiago Ramalho, guitarrista.
- Marano, bajista.
- Luís Bourscheidt, baterista.

### Miembros pasados
- Rodrigo Lemos, guitarra (2009-2014).

## Discografía

### A banda mais bonita da cidade
Todavía en el 2009, el tecladista de la banda Vinícius Nisi usaba su canal de YouTube con el nombre "Vini83" para publicar vídeos de la banda en conciertos y también en grabaciones caseras. Una de esas grabaciones fue el vídeo de Oração, que tuvo un éxito relativo y ayudó mucho en la divulgación del trabajo de la banda. La banda utilizó el sitio Catarse.me, un sitio que promueve el financiamiento colectivo de proyectos culturales, para recaudar fondos para la producción de cada pista de su primer CD, prometiendo premiar a los colaboradores con CDs personalizados, camisetas, participación en fiestas de la banda e incluso dibujos hechos por la vocalista Uyara Torrente. El álbum se colgó para descarga gratuita en el sitio oficial de la banda el 31 de octubre del 2011 y se lanzó oficialmente el 12 de diciembre del 2011 en un espectáculo en el Teatro Guairinha, en Curitiba. Después de eso, la bando continuó realizando conciertos en Brasil y también en Portugal, Francia, España, Argentina y Uruguay.

### Canções que vão morrer no ar
En el año 2012, A banda mais bonita da cidade y el cantante China realizaron, los días 15 y 16 de junio, el concierto "Canções que vão morrer no ar" (Canciones que van a morir en el aire) en el Teatro Paio, en Curitiba.
La buena repercusión del concierto resultó en la creación de un vinil compacto de siete pulgadas, compuesto por dos canciones: "Terminei Indo" (Terminé yéndome, lado A) y "Só serve pra dançar" (Solo sirve para bailar, lado B), las dos escritas por China, siendo la primera una colaboración de Yuri Queiroga y Jr. Black.
El disco fue lanzado el 15 de diciembre del mismo año, también en Paiol, con el mismo concierto de junio. Debido a la gran demanda de entradas para el concierto, la banda abrió una sesión extra de presentación que se realizó poco después del lanzamiento oficial del vinil. Se colgó para descarga gratuita un álbum inédito compuesto por cinco canciones, incluyendo las dos que trae el vinil.

### O mais feliz da vida
En octubre de 2013 la banda lanzó el álbum "O mais feliz da vida" (El más feliz de la vida), disponible gratuitamente en el sitio oficial y también a la venta en iTunes.